# Igor Fillo
Igor Fillo (5. srpna 1931 Kalinovo – 18. března 2015 Bratislava) byl slovenský fotbalový útočník.

## Fotbalová kariéra
Začínal v rodném Kalinovu, roku 1946 se jeho rodina odstěhovala do Bratislavy. Zde začal hrát za Slovan a v roce 1949 s ním získal titul dorosteneckého přeborníka republiky. V československé lize hrál za Sokol NV Bratislava, Slávii Bratislava VŠ, Iskru Žilina a Slovan Bratislava. Dal 25 ligových gólů. Se Slovanem získal v letech 1950 a 1951 dva mistrovské tituly.

## Ligová bilance
| Ročník                                     | Zápasy | Góly | Klub                 |
| ------------------------------------------ | ------ | ---- | -------------------- |
| Celostátní československé mistrovství 1950 | -      | 1    | Sokol NV Bratislava  |
| Mistrovství československé republiky 1951  | -      | 1    | Sokol NV Bratislava  |
| Mistrovství československé republiky 1952  | -      | 7    | NV Bratislava        |
| Přebor československé republiky 1953       | 10     | 2    | Slávia Bratislava VŠ |
| Přebor československé republiky 1954       | 9      | 2    | Iskra Žilina         |
| Přebor československé republiky 1955       | 7      | 1    | Iskra Žilina         |
| 1. československá fotbalová liga 1956      | 18     | 10   | Dynamo Žilina        |
| 1. československá fotbalová liga 1957/1958 | 2      | 0    | Slovan Bratislava    |
| 1. československá fotbalová liga 1958/1959 | 5      | 1    | Slovan Bratislava    |
| CELKEM                                     | -      | 25   |                      |